# Hans-Werner Gessmann

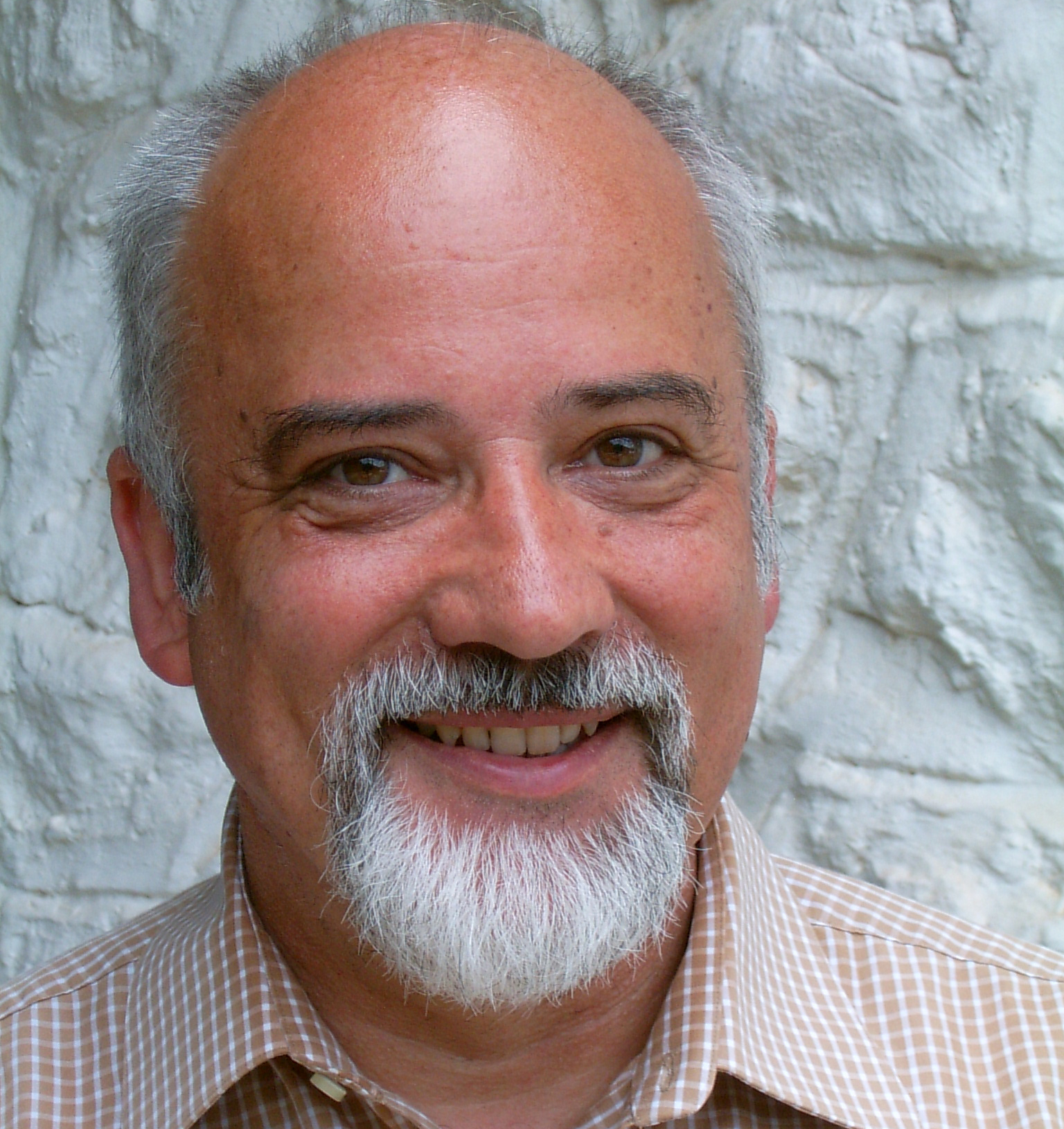
Hans-Werner Gessmann

Hans-Werner Gessmann (Duisburgo), Alemanha; 24 de março de 1950) é um psicólogo e professor universitário alemão na Rússia. É o fundador da terapia do Psicodrama Humanista.

## Carreira
Gessmann recebeu um doutorado em 1976 por seu trabalho sobre fatores de causalidade da dislexia . Ele é o fundador do psicodrama humanista e adotado no mesmo ano pela primeira vez psicodrama com hipnose no contexto de disfunções sexuais. Ele também estabeleceu o psicodrama humanista no campo da psicoterapia infantil . No início dos anos 80, ele começou a fazer documentações sobre sessões completas de psicoterapia de grupo em países europeus. Ele é o editor de séries de livros eo International Journal of Humanistic Psychodrama. Gessmann é um dos poucos pesquisadores empíricos no campo do psicodrama e publicou mais de 180 artigos sobre temas psicológicos. Standards continuou sua pesquisa sobre o método de duplicação de 1996. Ele é o único autor na área de língua alemã, que tratou esta questão fundamentalmente e cientificamente, incluindo traduções de todos os textos de origem do Inglês .
Em 1973 ele fundou o Instituto Psicoterapêutico Bergerhausen (PIB) (de) em Duisburg e em 1977 perto de Kerpen , Alemanha, um centro de treinamento europeu agora para mais de 1500 psicoterapeutas.
Gessmann desenvolveu e ensinou psicodrama humanista desde 1979 como uma nova forma de psicodrama. Tornou-se parte integrante da psicologia humanista . Gessmann moveu a ação coletiva ea natureza do povo no centro da ética terapêutica. A fé, o amor, a esperança e a ideia de uma comunidade humana são essenciais para o psicodrama humanista significativo. O olhar intuitivo para detectar a totalidade de uma coisa, a concepção dialética das polaridades, a renúncia à autoridade absoluta, influenciam decisivamente a imagem do homem e da sua vida. Os objetivos e métodos do psicodrama clássico foram necessariamente reavaliados e descritos. Isto conduziu a uma mudança fundamental na prática internacional do psicodrama. Gessmann é um membro da Sociedade Americana de Psicoterapia de Grupo e Psicodrama, bem como a Associação Internacional de Psicoterapia de Grupo e Psicodrama desde 1977.
Gessmann ensina psicologia clínica na faculdade de psicologia social da Universidade Nekrassow governamental (ru) Kostroma (KSU) desde 2007 e é professor de psicologia geral e de desenvolvimento na Academia governamental de Administração Social de Moscou (ASOU).
Em abril de 2011, foi anunciado que ele seria o diretor do Centro Internacional de Psicologia Clínica e Psicoterapia (ru) (ICCPP) na Universidade Nekrassow governamental, Kostroma com foco em treinamento e pesquisa em psicoterapia, particularmente psicodrama humanista e terapia familiar sistêmica.
Desde fevereiro de 2012 é professor de terapia familiar sistêmica e psicodrama humanista na Universidade Pedagógica Psicológica de Moscou (MGPPU) (ru) . Com o começo de 2013 Gessmann é um professor visitante na Universidade Estadual Smolensk. Aqui ensina Psicodrama Humanista. No mesmo ano Gessmann recebe uma chamada à cadeira para o Psychodrama Humanistic na universidade do sudeste em Nianshan Jiansu da província de Nanjing , umas das universidades as mais velhas em China. Ele é um dos 30 psicólogos mais influentes que trabalham hoje.

## Prêmios
- 2010 - Prêmio de comunicação internacional entre Rússia e Alemanha[3]
- 2010 - State University Nekrasov Kostroma: professor honorário da Faculdade de Psicologia Social[4]
- 2011 - State University Nekrasov Kostroma: professor honorário[5]
- 2014 - Universidade Psicológica Paedagógica do Estado de Moscou: professor honorário da Universidade
- 2014 - Instituto Internacional de Informação e Administração Pública Nomeado em honra de PA Stolypin: professor honorário do instituto

## Publicações
- Übungslehrbuch zum psychologischen Test für das Studium der Medizin, Zahnmedizin und Tiermedizin. Ü-PTM 14. Jungjohann Verlag, Neckarsulm 1981.
- Components for group psychotherapy. (Ed.). Jungjohann Verlag, Neckarsulm, Band 1 1984, Band 2 1987; Band 3 1990.
- Trainingtest for medical program of study 95/96 im Originalformat. 3. Testrevision, Jungjohann Verlagsgesellschaft, Neckarsulm/Stuttgart 1995
- The Humanistic Psychodrama. In: International Journal of Humanistic Psychodrama. June 1995, 1. Jahrgang, PIB Publisher, Duisburg, Germany.
- Humanistic Psychodrama. Vol 4. (Ed.). Verlag des PIB, Duisburg 1996.
- Textbook of Systemic Therapy. (Russische Bearbeitung: Elena Oladova). PIB Publisher, Duisburg, Germany, 2011.
- Forms of psychotherapy - introductions. (Russische Bearbeitung: Elena Oladova). PIB Publisher, Duisburg, Germany, 2011.
- Empirischer Beitrag zur Prüfung der Wirksamkeit psychodramatischer Gruppenpsychotherapie bei NeurosepatientInnen (ICD-10: F3, F4) The effects of psychodramatic group psychotherapy with neurosis patients — an empirical contribution (ICD-10: F3, F4) Springer Verlag: Zeitschrift für Psychodrama und Soziometrie Volume 10, Supplement 1, 69-87, DOI: 10.1007/s11620-011-0128-3
- Субъективные теории болезни / пер. на рус. яз. Е. А. Шеронов. – Кострома 2014: КГУ им. Н. А. Некрасова. ISBN 978-5-7591-1429-1